# Bahnhof Neu-Edingen/Mannheim-Friedrichsfeld
Der Bahnhof Neu-Edingen/Mhm-Friedrichsfeld (kurz N-Edingen/F-feld, auch Neu-Edingen/Friedrichsfeld oder Neu-Edingen/Mannheim-Friedrichsfeld genannt, bis 10. Dezember 2016 Mannheim-Friedrichsfeld) ist ein Trennungsbahnhof im Mannheimer Stadtteil Friedrichsfeld, auf der Gemarkungsgrenze zur baden-württembergischen Gemeinde Edingen-Neckarhausen. Sämtliche Gleisanlagen liegen auf Mannheimer Gemarkung, lediglich das Bahnhofsgebäude befindet sich auf dem Gebiet des Edingen-Neckarhausener Ortsteils Neu-Edingen. Der Bahnhof besitzt fünf Bahnsteiggleise und wird von Nahverkehrszügen der DB Regio AG sowie Zügen von Flixtrain bedient.
Die Verkehrsstation wurde zwischen Juni 2014 und Dezember 2015 für 2,9 Millionen Euro umgebaut. Die Station wird seit Dezember 2018 durch die Linie S6 der S-Bahn Rhein-Neckar bedient.

## Geschichte

### Betrieb
Ab 1838 wurde geplant, Frankfurt am Main mit Mannheim und Heidelberg mit einer Eisenbahn zu verbinden, 1846 wurde die Bahnstrecke Frankfurt am Main–Heidelberg eröffnet. Gemeinsam mit dem Abzweig nach Mannheim wurde der Bahnhof in Friedrichsfeld am 1. August 1846 in Betrieb genommen. Hier mündet die Bahnstrecke Frankfurt am Main–Heidelberg in die Badische Hauptbahn, etwa in der Mitte zwischen Mannheim und Heidelberg. Die erste durchgehende Probefahrt von Frankfurt nach Heidelberg fand am 27. Juli 1846 statt. Aus Frankfurt kommende Züge wurden in Friedrichsfeld geflügelt („Heidelberg vonne, Mannem hinne“) und jeder der beiden Zugteile fuhr weiter zu einem der beiden Zielbahnhöfe.
Am 1. Juni 1880 wurde die Strecke von Mannheim-Friedrichsfeld nach Schwetzingen durch die Main-Neckar-Eisenbahn-Gesellschaft in Betrieb genommen, eine Strecke, die heute fast ausschließlich dem Güterverkehr dient. Dazu wurde der Bahnhof 1879/80 erheblich umgebaut. Das gesamte Planum des Bahnhofs wurde um 1,25 m angehoben. Der Bahnhof  erhielt eine Drehscheibe mit 12 m Durchmesser und ein Zentralstellwerk. 1896 kam noch elektrische Beleuchtung hinzu.
Die Beifahranlage, die bereits im Dezember 2017 hätte in Betrieb sein sollen, wurde erst im Juni 2019 fertiggestellt.

### Bezeichnung
Ursprünglich hieß der Bahnhof einfach nur „Friedrichsfeld“. Zu einem späteren Zeitpunkt wurde das in „Friedrichsfeld M.N.B.“ (Friedrichsfeld Main-Neckar-Bahn) geändert. Die Bezeichnung blieb auch bestehen, nachdem die Bahn 1902 verstaatlicht worden war. Erst im Dezember 1920 erhielt der Bahnhof die Bezeichnung „Friedrichsfeld (Baden)“, was zum 1. Januar 1921 in „Friedrichsfeld (Baden) Nord“ präzisiert wurde. Diese Bezeichnung wurde zum 7. Oktober 1934 in „Mannheim-Friedrichsfeld“ und zum 11. Dezember 2016 in „Neu-Edingen/Mhm-Friedrichsfeld“ geändert. Auch heute finden sich noch Wegweiser zum „Nordbahnhof“.

## Gleisanlagen
Der Friedrichsfelder Bahnhof besitzt umfangreiche Gleisanlagen. Für den Personenverkehr stehen noch insgesamt fünf von ehemals sieben Gleisen an einem Haus- und zwei Inselbahnsteigen zur Verfügung.
Die Nummerierung beginnt auf der Ostseite am Empfangsgebäude.
- Gleis 1 ist ein Durchgangsgleis und liegt als Hausbahnsteig direkt vor dem Empfangsgebäude. Heute halten hier die Regionalbahnen der Relation Mannheim Hbf–Bensheim (RB 60).
- Gleis 2 teilt sich mit Gleis 3 einen Inselbahnsteig. Heute halten hier die Regionalbahnen in Richtung Frankfurt (Main) Hbf über Weinheim, Heppenheim, Bensheim, Bickenbach und Darmstadt Hbf (RB 68).
- Gleis 3 ist ein Durchgangsgleis und liegt am Bahnsteig neben Gleis 2.
- Gleis 4 ist ein Durchgangsgleis und liegt am zweiten Inselbahnsteig. Heute halten hier die Züge in Richtung Heidelberg Hbf beziehungsweise Mannheim Hbf (RE 60/RB 67/RB 68).
- Gleis 5 ist ein weiteres Durchgangsgleis und liegt am zweiten Inselbahnsteig neben Gleis 4. Hier fahren die S-Bahnen von Bensheim nach Mannheim ab.
- Die Gleise 6 bis 14 haben für den Personenverkehr keine Bedeutung, die Gleise 6 bis 9 werden für durchgehende Güterzüge genutzt, die Gleise 10 bis 14 sind Stumpfgleise.

Der ehemalige Inselbahnsteig zwischen Gleis 6 und 7 ist weitgehend abgetragen.
Die Bahnsteige des Bahnhofs Neu-Edingen/Mannheim-Friedrichsfeld sind barrierefrei zugänglich. Um auf die Bahnsteige der Gleise 2 bis 5 zu gelangen, muss man zunächst über den Bahnsteig 1 gehen. Durch eine Tür des Empfangsgebäudes gelangt man zu einer Treppe, die zur Personenunterführung führt. Alternativ stehen Aufzugsanlagen an allen Bahnsteigen zur Verfügung. 
Der Bahnhof wird von einem SpDr-S60-Stellwerk gesteuert.

## Verkehr
Friedrichsfeld gehört zum Tarifgebiet des Verkehrsverbundes Rhein-Neckar (VRN).
Im Trennungsbahnhof Neu-Edingen/Mannheim-Friedrichsfeld halten heute (2020) S-Bahnen der Relation Mainz – Bensheim (S6) der S-Bahn RheinNeckar, Regional-Express-Züge (RE 60) der Relation Mannheim – Frankfurt sowie Regionalbahnen von Heidelberg (RB 68) bzw. von Schwetzingen (RB 67) in Richtung Frankfurt am Main. S6 und RB 67/68 bilden in Richtung Weinheim und S6 und RE 60 in Richtung Mannheim ungefähr einen Halbstundentakt. Im Bahnhof findet bei den Zügen der Linien RB 67 und 68 immer eine Zugteilung oder Zusammenführung statt. Montags bis freitags gibt es zusätzlich morgens zwei RB 67-Züge nach Frankfurt und abends zwei nach Mannheim. Des Weiteren verkehren in den Nächten von Freitag auf Samstag und Samstag auf Sonntag zwei RB 67 Zugpaare Frankfurt – Mannheim.
| Linie | Verlauf | Takt                   |
| ----- | --- | ---------------------- |
| RE 60 | Main-Neckar-Bahn: Frankfurt (Main) Hbf – Langen (Hess) – Darmstadt Hbf – Bickenbach (Bergstr) – Zwingenberg (Bergstr) – Bensheim – Heppenheim (Bergstr) – Hemsbach – Weinheim Hbf – Ladenburg – Neu-Edingen/Friedrichsfeld – Mannheim Hbf Stand: Fahrplanwechsel Dezember 2021 | 60/120 min             |
| RB 67 | Main-Neckar-Bahn: Frankfurt (Main) Hbf – Langen (Hess) – Darmstadt Hbf – Darmstadt Süd – Darmstadt-Eberstadt – Bickenbach (Bergstr) – Hähnlein-Alsbach – Zwingenberg (Bergstr) – Bensheim-Auerbach – Bensheim – Heppenheim (Bergstr) – Laudenbach (Bergstr) – Hemsbach – Weinheim (Bergstr) Hbf – Weinheim-Lützelsachsen – Heddesheim/Hirschberg – Ladenburg – Neu-Edingen/Friedrichsfeld – (Mannheim-Seckenheim – Mannheim ARENA/Maimarkt – Mannheim Hbf) (einzelne Züge in Tagesrandlage) / Schwetzingen (– Hockenheim) (HVZ) Flügelung in Neu-Edingen/Friedrichsfeld. Zugteil nach Heidelberg als RB 68. Stand: Fahrplanwechsel Dezember 2021                              | 60 min                 |
| RB 68 | Main-Neckar-Bahn: Frankfurt (Main) Hbf – Langen (Hess) – Darmstadt Hbf – Darmstadt Süd – Darmstadt-Eberstadt – Bickenbach (Bergstr) – Hähnlein-Alsbach – Zwingenberg (Bergstr) – Bensheim-Auerbach – Bensheim – Heppenheim (Bergstr) – Laudenbach (Bergstr) – Hemsbach – Weinheim (Bergstr) Hbf – Weinheim-Lützelsachsen – Heddesheim/Hirschberg – Ladenburg – Neu-Edingen/Friedrichsfeld – Heidelberg-Pfaffengrund/Wieblingen – Heidelberg Hbf (– Heidelberg-Kirchheim/Rohrbach – St Ilgen-Sandhausen – Wiesloch-Walldorf) (wochentags) Flügelung in Neu-Edingen/Friedrichsfeld. Zugteil nach Schwetzingen/Mannheim als RB 67. Stand: Fahrplanwechsel Dezember 2021          | 60 min                 |
| S 6   | Bensheim – Heppenheim (Bergstr) – Laudenbach (Bergstr) – Hemsbach – Weinheim-Sulzbach – Weinheim (Bergstr) Hbf – (Weinheim-Lützelsachsen –) (einzelne Züge) Heddesheim/Hirschberg – Ladenburg – Neu-Edingen/Friedrichsfeld – Mannheim-Seckenheim – Mannheim ARENA/Maimarkt – Mannheim Hbf – Ludwigshafen (Rhein) Mitte – Ludwigshafen (Rhein) Hbf – Ludwigshafen-Oggersheim – Frankenthal Süd – Frankenthal Hbf – Bobenheim – Worms Hbf – Osthofen – Mettenheim – Alsheim – Guntersblum – Dienheim – Oppenheim – Nierstein – Nackenheim – Bodenheim – Mainz-Laubenheim – Mainz Römisches Theater – Mainz Hbf (← Wiesbaden Hbf) (ein Zug) Stand: Fahrplanwechsel Dezember 2021 | 60 min                 |
| S 7   | Hockenheim – Oftersheim – Schwetzingen – Neu-Edingen/Friedrichsfeld – Heidelberg-Pfaffengrund/Wieblingen – Heidelberg Hbf Stand: Fahrplanwechsel Dezember 2021 | ein Zugpaar wochentags |

Bei Sperrungen der Rheintalbahn auf dem Abschnitt Heidelberg–Karlsruhe dient der Bahnhof regelmäßig als Ersatzhalt für in Heidelberg Hbf haltende ICE-/IC-/EC-Züge der Linien (Binz)–Stralsund/Westerland–Hamburg–Frankfurt–Heidelberg–Karlsruhe/Stuttgart/Österreich.